# Székely András (úszó)
Székely András (Tatabánya, 1909. március 5. – Ukrajna, 1943.) olimpiai bronzérmes, Európa-bajnok úszó, vízilabdázó.
1923-tól a Tatabányai Bányász úszója, 1929-től az FTC (Ferencvárosi Torna Club) úszója, egyúttal a BEAC (Budapesti Egyetemi Atlétikai Club) vízilabdázója volt. 1930-tól 1934-ig szerepelt a magyar úszóválogatottban. Az 1932. évi nyári olimpiai játékokon a Wanié András, Szabados László, Székely András, Bárány István összeállítású, 4×200 méteres gyorsváltó tagjaként harmadik helyezést ért el. Előzőleg az 1931. évi párizsi Európa-bajnokságon ugyanezzel a váltóval bajnoki címet nyert. Az 1930. évi darmstadti és az 1933. évi torinói főiskolai világbajnokságokon összesen nyolc érmet, öt arany-, két ezüst- és egy bronzérmet szerzett, közülük az egyik ezüstérmet a magyar vízilabdacsapat tagjaként.  Az aktív sportolást 1936-ban fejezte be. Az 1936. évi olimpián már nem vett részt.
1943 elején munkaszolgálatosként vesztette életét. Halálának pontos körülményei ismeretlenek.

## Sporteredményei
- úszásban:
  - olimpiai harmadik helyezett (1932: 4×200 m gyors)
  - Európa-bajnok (1931: 4×200 m gyorsváltó)
  - Európa-bajnoki 2. helyezett (1931: 100 m gyors)
  - ötszörös főiskolai világbajnok (1930: 100 m gyors, 4×100 m gyorsváltó ; 1933: 100 m gyors ; 4×200 m gyorsváltó, 3×50 m vegyes váltó)
  - főiskolai világbajnoki 2. helyezett (1933: 50 m gyors)
  - főiskolai világbajnoki 3. helyezett (1930: 3×100 m vegyes váltó)
- vízilabdázásban:
  - főiskolai világbajnoki 2. helyezett (1930)